# Loiron-Ruillé
Loiron-Ruillé község Franciaország Loire mente régiójában, Mayenne megyében. Új községként 2016. január 1-jén jött létre Loiron és Ruillé-le-Gravelais korábbi községek egyesítésével. Az egyesüléskor az új község lélekszáma 2506 fő lett. Lakosainak száma 2724 fő (2022. január 1.).

## Népesség
| Lakosok száma | 2667 | 2715 | 2745 | 2740 | 2732 | 2724 |
|               | 2017 | 2018 | 2019 | 2020 | 2021 | 2022 |